# Paula Gardoqui
Paula Gardoqui (n. Zaragoza) es una presentadora de Televisión Española, que adquirió gran popularidad en los años 70 por su participación, principalmente, en programas destinados al público infantil.

## Biografía
Creció en la ciudad de Sevilla. Tras estudiar Magisterio, comenzó su actividad interpretativa en grupos de teatro aficionado y debutó también como locutora en la radio. Instalada posteriormente en Madrid, se integra en el Teatro Experimental Independiente e interpreta Luces de bohemia, de Valle-Inclán, Coriolano en versión de Bertolt Brecht y La zapatera prodigiosa de García Lorca.
Pasa después a televisión, y se convierte en una de las integrantes del equipo (con Manolo Portillo, Mercedes Ibáñez, Miguel Vila, Pepa Palau, etc) que a diario se ponía frente a la cámara en La casa del reloj, entre 1971 y 1974. 
Posteriormente se uniría a Torrebruno, Manuel de la Rosa y Raquel Rojo en La Guagua (1975-1976), donde, además de interpretar el papel de Linda, cantaba canciones infantiles cada mañana de sábado. A este programa le seguiría, en 1977-78, El recreo, también con Torrebruno, dando vida entre otros al personaje de Pauloca.
En los años 1980 fue locutora de continuidad, especializada en los avances de las películas que iban a emitirse en el espacio La próxima semana (1984), junto a Marisa Naranjo; presentó un magazín de mediodía Plaza Mayor, con José María Comesaña, y en 1984 presentó, junto a El Gran Wyoming el concurso sobre cine Silencio se juega.
En 2009 es prejubilada en Televisión Española.